# Douglas McKay
Douglas McKay, född 24 juli 1893 i Portland, Oregon, död 22 juli 1959 i Salem, Oregon, var en amerikansk republikansk politiker. Han var Salems borgmästare 1933–1934, guvernör i delstaten Oregon 1949–1952 samt USA:s inrikesminister 1953–1956.
McKay utexaminerades från Oregon Agricultural College (numera Oregon State University) och deltog sedan i första världskriget där han sårades svårt. Efter kriget var han verksam som affärsman i Salem. Som stadens borgmästare tjänstgjorde han åren 1933 och 1934. Mellan 1935 och 1949 satt McKay sedan i Oregons senat. År 1949 efterträdde han John Hubert Hall som Oregons guvernör och efterträddes 1952 av Paul L. Patterson.
I januari 1953 tillträdde McKay som inrikesminister. I indianärenden föredrog han ett program som uppmuntrade ursprungsbefolkningen till att frivilligt flytta till områden med bättre möjligheter att få jobb. År 1956 avgick han som minister och kandiderade utan framgång till USA:s senat.
McKay avled 1959 och gravsattes på begravningsplatsen Belcrest Memorial Park i Salem.